# Флинтхольм (станция метро)
Флинтхольм (дат. Flintholm) — наземная станция Копенгагенского метрополитена, расположенная на участке Фредериксберг — Ванлёсе в коммуне Фредериксберг.

## История
Станция Флинтхольм была открыта 24 января 2004 года, став промежуточной между станциями Линдеванг и Ванлёсе, введёнными в эксплуатацию в 2003 году. Таким образом, Флинтхольм принадлежит сразу двум линиям метро: M1, которая соединяет станции Ванлёсе и Вестамагер), и M2, которая соединяет Ванлёсе и Луфтхаун. К тому же станция входит в пересадочный узел с двумя железнодорожными линиями.
Флинтхольм имеет два уровня. На нижнем располагаются платформы кольцевой линии S-tog (дат. Ringbanen, а также Godsringbanen или Godsbaneringen). На верхнем уровне, эстакаде, платформы S-поездов Фредерикссуннского направления дат. Frederikssundbanen) для линий C и H (кольцевая — F) и Копенгагенского метро.
Все платформы Флинтхольма, включая автобусную станцию, покрывает монументальная крыша из стекла и стали, площадью 5 000 квадратных метров, возвышающаяся на уровне 22 метров над землей. Эта конструкция была удостоена нескольких наград, в том числе получила премию от Датского института стали (дат. Dansk Stålinstitut), диплом от The Brunel Awards, награду от Ассоциации по благоустройству столицы (дат. Foreningen til Hovedstadens Forskønnelse) и премию European Steel Design Awards.